# ジャーワン
ジャーワン（Jerwan）は、イラクのニーナワー県にあるモースル北部の一区域である。区域に植物はなく、人もほぼ住んでいない。その場所は、ケニス川（Khenis River）を渡る巨大な水路の遺跡で有名である。水道橋は、飾りを施した石200万個以上を用いてアーチ構造で築かれ、セメントで防水されていた。ローマが作った水道橋よりも5世紀は遡るもので、世界最古の水道橋と考える学者もいる。

## ジャーワンの水道橋
この水道橋は、アッシリア王センナケリブにより紀元前703年から紀元前690年の間に建設されたアトラシュ水路の一部である。水路は、ニネヴェの広大な庭園に給水するため、Khenis gorgeから50km北へ迂回していた。

水道橋に記された碑文はこう語る：
センナケリブ。世界の王にしてアッシリアの王。遙かな距離を越え、私は水路を築いた。いくつもの水を集め、水路はニネヴェの近郊に至る。・・・。私は、険しい谷々を越えるため、白い石灰岩で造った水道橋を架け、その橋の上に水を流した。
バビロンの空中庭園がバビロンではなく、ニネヴェに実在したセンナケリブの庭園であったと主張する学者もいる

。
　シカゴ大学オリエント研究所では、トーキル・ヤコブセンとシートン・ロイドの共著による1935年発表論文「ジャーワンの遺構　センナケリブの水道橋」をインターネットにて一般公開している（下記　参考文献のリンクを参照）。発掘は、シカゴ大学オリエント研究所のイラク調査隊が1933年に行った。調査は、バビヤン（Bavian）の碑文で有名なゴメル川（Gomel River）の峡谷から、ニネヴェ上流のコスル川（Khosr River）まで行われた。シートン・ロイドが、ジャーワンの水道橋や、運河の上流起点などの建築構造物のスケッチを担当。トーキル・ヤコブセンが、ジャーワンで発見された楔形文字の解読を担当した。

　なお、同参考文献は、シカゴ大学のホームページからの公開に限定されており、ここに転載することはできないが、pdfファイルの6ページに遺跡空撮写真、21ページに平面図、23ページに立面図、33ページに復元予想図が掲載されている。